# Boston Marathon 1945
De Boston Marathon 1945 werd gelopen op donderdag 19 april 1945. Het was de 49e editie van de Boston Marathon. De Amerikaan John A Kelley kwam als eerste over de streep in 2:30.40,2.
Het parcours is te kort gebleken. Het had namelijk niet de lengte van 42,195 km, maar 41,1 km.
In totaal finishten er 34 marathonlopers. Aan deze wedstrijd mochten geen vrouwen deelnemen.

## Uitslag
| rang   | naam            | land | tijd      |
| ------ | --------------- | ---- | --------- |
| Goud   | John A. Kelley  | USA  | 2:30.40,2 |
| Zilver | Lloyd Bairstow  | USA  | 2:32.50   |
| Brons  | Don Heinicke    | USA  | 2:36.28   |
| 4      | Robert Rankine  | CAN  | 2:38.03   |
| 5      | Lloyd Evans     | CAN  | 2:39.43   |
| 6      | Charles Robbins | USA  | 2:39.51   |
| 7      | Louis Young     | USA  | 2:40.23   |
| 8      | Tony Medeiros   | USA  | 2:41.04   |
| 9      | Jock Semple     | USA  | 2:47.36   |
| 10     | Albert Morton   | CAN  | 2:49.55   |

1897 ·
1898 ·
1899 ·
1900 ·
1901 ·
1902 ·
1903 ·
1904 ·
1905 ·
1906 ·
1907 ·
1908 ·
1909 ·
1910 ·
1911 ·
1912 ·
1913 ·
1914 ·
1915 ·
1916 ·
1917 ·
1918 ·
1919 ·
1920 ·
1921 ·
1922 ·
1923 ·
1924 ·
1925 ·
1926 ·
1927 ·
1928 ·
1929 ·
1930 ·
1931 ·
1932 ·
1933 ·
1934 ·
1935 ·
1936 ·
1937 ·
1938 ·
1939 ·
1940 ·
1941 ·
1942 ·
1943 ·
1944 ·
1945 ·
1946 ·
1947 ·
1948 ·
1949 ·
1950 ·
1951 ·
1952 ·
1953 ·
1954 ·
1955 ·
1956 ·
1957 ·
1958 ·
1959 ·
1960 ·
1961 ·
1962 ·
1963 ·
1964 ·
1965 ·
1966 ·
1967 ·
1968 ·
1969 ·
1970 ·
1971 ·
1972 ·
1973 ·
1974 ·
1975 ·
1976 ·
1977 ·
1978 ·
1979 ·
1980 ·
1981 ·
1982 ·
1983 ·
1984 ·
1985 ·
1986 ·
1987 ·
1988 ·
1989 ·
1990 ·
1991 ·
1992 ·
1993 ·
1994 ·
1995 ·
1996 ·
1997 ·
1998 ·
1999 ·
2000 ·
2001 ·
2002 ·
2003 ·
2004 ·
2005 ·
2006 ·
2007 ·
2008 ·
2009 ·
2010 ·
2011 ·
2012 ·
2013 ·
2014 ·
2015 ·
2016 ·
2017 ·
2018 ·
2019 ·
2020 ·
2021 ·
2022